# Erin Cuthbert
Erin Jacqueline Cuthbert (Irvine, 19 juli 1998) is een Schots voetballer die als middenvelder speelt voor de Engelse voetbalclub Chelsea LFC. Daarnaast maakt zij deel uit van het Schotse vrouwenelftal.

## Clubcarrière
Cuthbert voetbalde van 2009 tot 2014 bij de jeugd van Rangers WFC. In januari 2015 maakte zij de overstap naar Glasgow City. Na twee jaar bij deze club tekende zij een contract bij Chelsea, waar zij sinds 2017 speelt.
Zij werd genomineerd voor de PFA Women's Players' Player of the Year 2019. De prijs werd uiteindelijk gewonnen door Vivianne Miedema.

## Interlandcarrière
Erin Cuthbert kwam onder andere uit voor Schotland –17 en –19. In 2017 selecteerde bondscoach Anna Signeul haar voor de Schotse nationale ploeg op het Europese kampioenschap in Nederland. Cuthbert was met haar achttien jaar de jongste speler van het elftal en werd de eerste Schotse die op een EK een goal maakte voor haar land. Op het wereldkampioenschap van 2019 schoot zij de bal eveneens in het doel, in een wedstrijd tegen Argentinië, die eindigde in gelijkspel (3–3).
1: Alexander ·
2: Smith ·
3: Docherty ·
4: Corsie ·
5: Beattie ·
6: Love ·
7: Lauder ·
8: Little ·
9: Weir ·
10: Crichton ·
11: Evans · 12: Lynn · 13: Ross · 14: Arthur · 15: Howard · 16: C. Murray · 17: J. Murray · 18: Emslie · 19: Clelland · 20: Brown · 21: Fife · 22: Cuthbert · 23: Arnot · Coach: Kerr